# Bennwihr
Bennwihr (deutsch Bennweier) ist eine französische Gemeinde mit 1335 Einwohnern (Stand 1. Januar 2022) im Département Haut-Rhin in der Region Grand Est (bis 2015 Elsass). Sie gehört zum Arrondissement Colmar-Ribeauvillé, zum Kanton Sainte-Marie-aux-Mines und ist Mitglied des Gemeindeverbandes Pays de Ribeauvillé.
Bennwihr ist eine Gemeinde an der Elsässer Weinstraße. Bekannteste Weinlage ist der Alsace Grand Cru Marckrain, den sich der Ort mit der Nachbargemeinde Sigolsheim teilt.

## Geografie
Die Gemeinde Bennwihr liegt am Fuß der Vogesen, sechs Kilometer südlich von Ribeauvillé und acht Kilometer nördlich von Colmar. Das Gemeindegebiet ist Teil des Regionalen Naturparks Ballons des Vosges.
Nachbargemeinden von Bennwihr sind Mittelwihr und Beblenheim im Norden, Ostheim im Nordosten, Houssen im Südosten, Colmar im Süden sowie Sigolsheim im Südwesten.

## Geschichte
In einer Schenkungsurkunde König Karls für das Kloster Luxeuil, die nur in seine Regierungszeit (768/800) datiert werden kann, erscheint der Ort als „Bebonisvillare“ zum ersten Mal. Darin wird schon eine Kirche (ecclesiam) erwähnt (D_Kar_I, 300). Noch einmal lesen wir von Bennweier in einer Urkunde für das Kloster St. Denis bei Paris 777 (Tangl, M., Das Testament des Abtes Fulrad ..., Regesten B). Dann schweigen die Nachrichten für längere Zeit. Von 1871 bis zum Ende des Ersten Weltkrieges gehörte Bennweier als Teil des Reichslandes Elsaß-Lothringen zum Deutschen Reich und war dem Kreis Rappoltsweiler im Bezirk Oberelsaß zugeordnet.

### Bevölkerungsentwicklung
| Jahr      | 1962 | 1962 | 1968 | 1975 | 1982 | 1990 | 1999 | 2007 | 2017 |
| --------- | ---- | ---- | ---- | ---- | ---- | ---- | ---- | ---- | ---- |
| Einwohner | 990  | 925  | 1039 | 1197 | 1139 | 1003 | 1124 | 1304 | 1335 |

## Wappen
Wappenbeschreibung: In Blau ein durchgehendes silbernes Kreuz.

## Sehenswürdigkeiten
- Kirche St. Peter und Paul, errichtet 1957 von den Architektenbüros Pouradier-Duteil und Pillon (Glockenturm 1959),  Fenster von Paul Martineau, Monument historique[2]

|  |

## Persönlichkeiten
- Raymond Poidevin (1928–2000), französischer Historiker